# Kate Nauta
Kate Nauta (Salem, 29 aprile 1982) è un'attrice, modella e cantante statunitense.

## Filmografia

### Cinema
- Transporter: Extreme (Transporter 2), regia di Louis Leterrier (2005)
- Cambio di gioco (The Game Plan), regia di Andy Fickman (2007)
- The Good Guy, regia di Julio DePietro (2009)
- Nine Miles Down, regia di Anthony Waller (2009)
- The Bar, regia di Mark Bacci (2009)
- Choose, regia di Marcus Graves (2011)
- Eden, regia di Adam Bluming (2012) - cortometraggio
- Five Hours South, regia di Mark Bacci (2012)